# Douglas Maradona Campos Dangui
Douglas Maradona Campos Dangui (* 28. Juni 1990 in Campinas), auch bekannt als Dodô, ist ein ehemaliger brasilianischer Fußballspieler.

## Karriere
Dodô spielte in seiner brasilianischen Heimat für den União Agrícola Barbarense FC. Sommer 2009 wechselte er zum japanischen Zweitligisten Ehime FC. 2010 wechselte er zum Erstligisten Gamba Osaka und wurde er mit dem Verein Vizemeister der J1 League. 2011 wechselte er zum Zweitligisten Gainare Tottori. Sommer 2011 wechselte er zum portugiesischen Zweitligisten Portimonense SC. 2013 kehrte er nach Brasilien zurück und spielte er bei AA Aparecidense und Goiás EC.